# Jakowcewo (rejon wołogodzki)
Jakowcewo (ros. Яковцево) – wieś w Rosji, w rejonie wołogodzkim obwodu wołogodzkiego. W 2010 r. liczyła 4 mieszkańców.